# Герб Кипучого
Герб Кипу́чого – герб міста Кипуче Луганської області.
Затверджено 17 червня 2005 року рішенням №29/1 сесії міської ради.
Автори – Андрій Закорецький та Сергій Карташов.
У Рішенні міської ради також затверджується "малий герб" – щит без декоративних елементів. Середнім гербом служить щит із картушем та короною.

## Опис
«На срібній перекинутій крокві три чорні грановані ювели, у верхньому зеленому полі – срібний старий дуб із жолудями, внизу – червоне поле. Щит накладений на декоративний золотий картуш, увінчаний срібною мурованою міською короною. Під картушем покладені навхрест срібні кирка та кайло із золотими змінними зубцями, обвиті зеленою девізною стрічкою з білою та чорною смугами вдовж країв та білим написом „Артемівськ“».

## Символізм

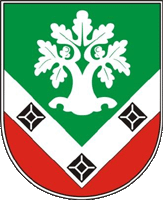
Малий Герб Кипучого

Дуб та зелене поле вказують, що ще 100 років тому на місці нинішньої шахти та міста росли дубові гаї з величезними товстими дубами. 
Три перші шахти відображено трьома чорними гранованими квадратами (ювелами). Перший пласт вугілля, з якого почався промисловий видобуток, мав назву "Алмаз". Особлива гірничо-геологічна структура шахти представлена перекинутою кроквою.
Срібне та червоне забарвлення символізує особливість забудови шахтного селища спочатку білими, а потім червоними будиночками.
Кайло та кирка – знаряддя роботи шахтарів. Загальна концепція герба – розташування міста між трьома шахтами на місці вікових дубових гаїв на покладах вугілля.